# 郵便配達は二度ベルを鳴らす (1981年の映画)
『郵便配達は二度ベルを鳴らす』（ゆうびんはいたつはにどベルをならす、原題：The Postman Always Rings Twice）は、1981年のアメリカ合衆国の犯罪映画。
監督はボブ・ラフェルソン、出演はジャック・ニコルソンとジェシカ・ラングなど。
原作はジェームズ・M・ケインの同名小説である。

## ストーリー
1930年代のカリフォルニア。流れ者のフランク・チェンバースは、ギリシャ移民のニック・パパダキスが経営するダイナー（ドライブイン）で機械工として働くことになった。それはニックの若くセクシーな妻コーラに一目で惹かれたからだ。一方のコーラも、年の離れた夫との生活に嫌気がさしており、強引なフランクにあっけなく身を任せる。逢瀬を重ねる2人は邪魔者のニックを殺そうとするが、一度目は失敗する。二度目は交通事故に偽装し、殺害には成功したものの、誤ってフランクが大怪我を負ってしまう。
病院に収容されたフランクの下にサケット検事が現れる。サケットはフランクの前科を知っていたことから、フランクとコーラによる偽装殺人を疑う。サケットの脅しに屈し、コーラを傷害で告訴する書類にサインしてしまうフランク。2人の弁護士であるカッツは、裁判ではコーラの有罪を認めざるを得なくなるものの、保険会社との巧みな取引により、コーラを無罪にする。保険金は弁護士費用に取られたものの、フランクとコーラは自由の身となる。一方、有名人となったコーラ目当てでダイナーは大繁盛するが、2人の関係は冷ややかなものになっていた。
そんなある日、コーラは音信不通だった母の容態が悪いことを知り、母の下に行く。1人残されたフランクはダイナーを閉め、ふらりと出かけ、そこで出会った女マッジと関係を持つ。
ダイナーに戻ったフランクとコーラは冷却期間を置いたことで改めて2人でやり直すことにするが、そこにカッツの助手だったケネディが現れ、2人を脅迫する。フランクは強引にケネディの脅迫をはねのけ問題を解決すると、コーラにプロポーズする。
結婚した2人は再出発を祝うためにピクニックに出かけるが、コーラが急な腹痛を訴えたことからフランクは慌てて車を走らせる。車の中でも愛を確認し合う2人。ところが、前方からやって来たトラックをよけ損ねたためにコーラは車から投げ出され、あっけなく死んでしまう。フランクは突然の悲劇に泣き崩れるしかなかった。

## キャスト
俳優の横のカッコ内はテレビ放送時の日本語吹替キャスト。
- フランク・チェンバース: ジャック・ニコルソン（中尾彬）
- コーラ・パパダキス: ジェシカ・ラング（大谷直子）
- ニック・パパダキス: ジョン・コリコス（英語版）（小松方正）
- カッツ弁護士: マイケル・ラーナー（池田勝）
- ケネディ: ジョン・P・ライアン - カッツの助手。
- マッジ: アンジェリカ・ヒューストン（沢田敏子）
- サケット検事: ウィリアム・トレイラー（英語版）（寺島幹夫）

その他の日本語吹き替えキャスト…糸博、藤城裕士、秋元羊介、安田隆、村松康雄、藤本譲、北村弘一、鳳芳野、片岡富枝
※初回放送 1983年11月5日『ゴールデン洋画劇場』。日本語音声はソフト未収録。
※ダイナーで食事するボーイスカウトの子どもたちの中に、後にプロ格闘技で活躍するチャック・リデルが子役として出演している。

## 作品の評価

### 映画批評家によるレビュー
Rotten Tomatoesによれば、14件の評論のうち79%にあたる11件が高く評価しており、平均して10点満点中6.6点を得ている。
Metacriticによれば、14件の評論のうち、高評価は8件、賛否混在は6件、低評価はなく、平均して100点満点中61点を得ている。

### 後の作品への影響
この作品をヒントにしたバレエ作品として『ザ・カーマン』がある。